# رز آلبریک بار بیر
رز آلبریک بار بیر (به انگلیسی: Rosa 'Albéric Barbier') یکی از مشهورترین یا متداولترین رزهای بالارونده است. دارای رشد قوی و شاخ و برگ کلفتی است که اغلب همیشه سبزند. این رز گزینهٔ مناسبی برای پوشاندن یک دیوارچه و مخفی کردن آن است. این رز دارای غنچه‌هایی زرد رنگ است که به صورت گل‌های بسیار پُرپَر به رنگ سفید مایل به کرم شکوفا می‌شود. نوع بسیار مرغوب آن دو بار در سال گل می‌دهد.